# Angelo Colombo
Angelo Colombo (Mezzago; 24 de febrero de 1961) es un exfutbolista y entrenador italiano, destacado por haber formado parte del Milan multicampeón dirigido por Arrigo Sacchi a fines de la década del '80.

## Trayectoria como jugador
Colombo se crio futbolísticamente en el A. C. Monza, al cual arribó a la edad de trece años. Debutó profesionalmente en 1979 y estuvo en el club hasta 1984, cuando pasó al Avellino. Un año más tarde fue transferido al Udinese, donde permanecería por dos temporadas antes de pasar al Milan 1987, donde tendría su época dorada. Allí, de la mano de Arrigo Sacchi, formaría parte de uno de los mejores equipos de la historia, el cual ganó dos Copas de Campeones, un Scudetto y una Copa Intercontinental entre otros títulos.
En 1990 pasó al Bari, permaneciendo allí por dos años. Entre 1992 y 1994 estuvo inactivo, y volvió al fútbol para emigrar a Australia y retirarse en el Marconi Stallions F. C..

## Trayectoria como entrenador
Luego de retirarse, Colombo se dedicó a la coordinación de equipos juveniles del Milan. Como director técnico principal, sus únicas experiencias fueron con el Montebelluna en 2009 y con el Carpenedolo en la temporada 2010-2011, ambos en la Serie D de Italia.

## Clubes
| Club                    | País      | Año         |
| ----------------------- | --------- | ----------- |
| A. C. Monza             | Italia    | 1979 - 1984 |
| Avellino                | Italia    | 1984 - 1985 |
| Udinese                 | Italia    | 1985-1987   |
| Milan                   | Italia    | 1987-1990   |
| S. S. C. Bari           | Italia    | 1990-1992   |
| Marconi Stallions F. C. | Australia | 1994-1995   |

## Palmarés como jugador

### Campeonatos nacionales
| Título              | Club        | País   | Año     |
| ------------------- | ----------- | ------ | ------- |
| Serie A             | A. C. Milan | Italia | 1987-88 |
| Supercopa de Italia | A. C. Milan | Italia | 1988    |

### Copa Internacionales
| Título                       | Club        | País    | Año     |
| ---------------------------- | ----------- | ------- | ------- |
| Liga de Campeones de la UEFA | A. C. Milan | España  | 1988-89 |
| Supercopa de Europa          | A. C. Milan | Italia  | 1989    |
| Copa Intercontinental        | A. C. Milan | Japón   | 1989    |
| Liga de Campeones de la UEFA | A. C. Milan | Austria | 1989-90 |
| Supercopa de Europa          | A. C. Milan | Italia  | 1990    |
| Copa Intercontinental        | A. C. Milan | Japón   | 1990    |

- Datos: Q526672